# Nuoto ai XVII Giochi del Mediterraneo - 50 metri dorso maschili
Le gare di nuoto nella categoria 50 metri dorso maschile si sono tenute il 21 giugno 2013 al Yeni Olimpik Yüzme Havuzu di Mersin.

## Calendario
Fuso orario EET (UTC+3).
| Data      | Ora   | Turno    |
| --------- | ----- | -------- |
| 21 giugno | 09:35 | Batterie |
| 21 giugno | 18:05 | Finale   |

## Risultati
Gli 11 atleti vengono inquadrati in due batterie rispettivamente da 5 e 6 nuotatori ciascuna. Si qualificano alla finale i primi otto tempi.

### Batterie
| Pos. | Nome                      | Nazione   | Tempo | Batt. | Corsia | Note |
| ---- | ------------------------- | --------- | ----- | ----- | ------ | ---- |
| 1    | Stefano Mauro Pizzamiglio | Italia    | 25"51 | 2     | 4      | Q    |
| 2    | Juan Francisco Segura     | Spagna    | 25"86 | 1     | 3      | Q    |
| 3    | Niccolò Bonacchi          | Italia    | 25"87 | 1     | 4      | Q    |
| 4    | Óscar Pereiro Carril      | Spagna    | 26"06 | 2     | 5      | Q    |
| 5    | Güven Duvan               | Turchia   | 26"07 | 1     | 5      | Q    |
| 6    | Bilal Achelhi             | Marocco   | 26"24 | 1     | 6      | Q    |
| 7    | Eric Ress                 | Francia   | 26"40 | 2     | 3      | Q    |
| 8    | Burak Kartal              | Turchia   | 26"94 | 2     | 6      | Q    |
| 9    | Robert Zbogar             | Slovenia  | 27"12 | 1     | 2      |      |
| 10   | Gorazd Chepishevski       | Macedonia | 28"19 | 2     | 7      |      |
| 11   | Sofyan El Gadi            | Libia     | 28"61 | 2     | 2      |      |

### Finale
| Pos. | Atleta                    | Nazionalità | Tempo | Corsia |
| ---- | ------------------------- | ----------- | ----- | ------ |
|      | Stefano Mauro Pizzamiglio | Italia      | 25"35 | 4      |
|      | Niccolò Bonacchi          | Italia      | 25"42 | 3      |
|      | Juan Francisco Segura     | Spagna      | 25"66 | 5      |
| 4    | Óscar Pereiro Carril      | Spagna      | 25"76 | 6      |
| 5    | Güven Duvan               | Turchia     | 25"89 | 2      |
| 6    | Eric Ress                 | Francia     | 26"12 | 1      |
| 7    | Bilal Achelhi             | Marocco     | 26"38 | 7      |
| 8    | Burak Kartal              | Turchia     | 26"99 | 8      |